# Łukasz Gołębiowski
Łukasz Gołębiowski krypt.: Ł. G., (ur. 13 października 1773 w Pohoście na Polesiu, zm. 7 stycznia 1849 Kazimierówka w gm.Tyszowce) – jeden z pierwszych polskich etnografów (badacz tzw. starożytności słowiańskich oraz zwyczajów i obyczajów ludu polskiego), powstaniec kościuszkowski, historyk, bibliotekarz, tłumacz, pamiętnikarz i opiekun zbiorów Biblioteki Poryckiej, członek Towarzystwa Przyjaciół Nauk.

## Życiorys
Urodził się w pobliżu Pińska jako syn Józefa, dzierżawcy ziemskiego, i Barbary z Kozłowskich. Pierwsze nauki pobierał w szkole pijarów w Dąbrowicy. Przyjaźnił się wówczas z Alojzym Felińskim, a dzięki jego protekcji w Warszawie (1791) został przyjęty na stanowisko kancelisty komisarza skarbu T. Czackiego. W roku 1792 wyjechał ze swym pracodawcą do Szczekocin, gdzie porządkował zbiory biblioteczne.
Podczas insurekcji kościuszkowskiej, jako oficer 2 regimentu piechoty, brał czynny udział m.in. w bitwie pod Szczekocinami, gdzie został i w obronie Warszawy (odkomenderowany do kancelarii Kościuszki). W roku 1803 poślubił Józefę Pałuska (zm. 1844). Od roku 1818 został czynnym członkiem Towarzystwa Przyjaciół Nauk (od 1823 piastował funkcję sekretarza), a w 5 lat później – po przeprowadzce do Warszawy – Towarzystwa do Ksiąg Elementarnych. W roku 1825 powierzono mu zadanie uporządkowania i skatalogowania zbiorów Towarzystwa. Ponadto, w tym okresie, pracował w Komisji Wyznań Religijnych i Oświecenia Publicznego. Dwa lata później (1827), został profesorem literatury w nowo otwartym Instytucie Pedagogicznym.

## Działalność i twórczość naukowa
Po rozbiorach przebywał krótko w Jarosławiu. W latach 1795–1818, przebywał w Porycku na Wołyniu, będąc szefem kancelarii i bibliotekarzem Tadeusza Czackiego – uporządkował wówczas Bibliotekę Porycką i napisał Przedmowę do rejestru Biblioteki Poryckiej (1814). Po zakupieniu księgozbioru Biblioteki Poryckiej przez A. K. Czartoryskiego, został (1818) bibliotekarzem w Puławach.
Warszawskie lata Gołębiowskiego (1823–1831) były najbardziej intensywnym okresem jego pracy naukowej. Opracował wówczas i wydał m.in. pierwszy przegląd historiografii polskiej O dziejopisach Polski, ich duchu, zaletach i wadach (1826), a także jedną z pierwszych książek o historii Warszawy, z opisem jej zabytków i przewodnikiem po mieście Opisanie historyczno-statystyczne miasta Warszawy (1826), a wreszcie – pierwszą pracę etnograficzną w Polsce, pt. Gry i zabawy różnych stanów w kraju całym, lub niektórych tylko prowincyach (1831) oraz Ubiory w Polszcze od najdawniejszych czasów aż do chwil obecnych (1830).
Około roku 1831 pełnił funkcję bibliotekarza Biblioteki Publicznej w Warszawie, z obowiązkiem wykładania bibliografii na miejscowym Uniwersytecie. Po upadku powstania listopadowego został zwolniony (marzec 1833) przez władze carskie ze stanowiska sekretarza Towarzystwa Przyjaciół Nauk (za ukrycie funduszy Towarzystwa przed konfiskatą rosyjską). Wkrótce potem nabył niewielką kolonię wiejską Kaźmierówka (koło Hrubieszowa), gdzie się przeprowadził, zajmował gospodarstwem i dokończył rozpoczęte prace naukowe: 4-tomowy Gabinet medalów polskich oraz tych, które się dziejów polskich tyczą z czasów panowania Stanisława Augusta (1841–1843) oraz 3-tomowe Dzieje Polski (1846–1848), tyczące kultury materialnej oraz obyczajów szlachty, mieszczaństwa i chłopów.

### Ważniejsze dzieła
- Przedmowa do rejestru Biblioteki Poryckiej, powst. 1814, (informuje Polski Słownik Biograficzny)
- "O dziejopisach polskich, ich duchu, zaletach i wadach", Pamiętnikarz Umiejętności, Sztuk i Nauk 1825; wyd. osobne: brak miejsca wydania 1825; wyd. następne: Warszawa 1826; fragmenty przedr. M. H. Serejski w: Historycy o historii..., Warszawa 1963
- "Opisanie historyczno-statystyczne miasta Warszawy", Nowy kalendarzyk polityczny na r. 1826, Warszawa 1826; wyd. 2 poprawione i rozszerzone Warszawa 1827
- Wiadomości z historii polskiej dla pensji i szkół płci żeńskiej zastosowane, Warszawa 1827; wyd. 2 rozszerzone Warszawa 1830
- Lud polski, jego zwyczaje i zabobony, Warszawa 1830 online; wyd. następne: t. 1, t. 2, Lwów 1884, (autor korzystał z prac: K. W. Wójcickiego, I. Czerwińskiego, A. Grabowskiego, T. Święcickiego, S. Goszczyńskiego)
- Ubiory w Polsce od najdawniejszych czasów aż do chwil obecnych, sposobem dykcjonarza ułożone i opisane, drukiem A. Gałęzowskiego i Komp., Warszawa 1830, online; wyd. następne: Kraków 1861
- Domy i dwory, przy tym opisanie apteczki, kuchni, stołów, uczt, biesiad, trunków i pijatyki; łóżek, pościeli, ogrodów, powozów i koni; błaznów, karłów, wszelkich zwyczajów dworskich i różnych obyczajowych szczegółów, Warszawa 1830; wyd. następne: Lwów 1884
- Spis rzeczy zawartych w 4 tomach opisujących zwyczaje i obyczaje Polaków, Warszawa 1830
- Gry i zabawy różnych stanów w kraju całym lub w niektórych tylko prowincjach, Warszawa 1831
- Gabinet medalów polskich oraz tych, które się dziejów polskich tyczą, począwszy od najdawniejszych, aż do końca panowania Jana III (1513-1696), t. 1-2, Poznań 1841; t. 3: Gabinet medalów polskich oraz tych, które się dziejów polskich tyczą, począwszy od wstąpienia na tron Augusta II, aż do zgonu syna jego Augusta III (1697-1763), Poznań 1841; t. 4: Gabinet medalów polskich oraz tych, które się dziejów polskich tyczą z czasów panowania Stanisława Augusta, wyd. E. Raczyński, Wrocław 1843; rękopis: t. 1-3, Ossolineum, sygn. 9841/I, (autorstwo t. 3 sporne; Estreicher i Finkel przypisują je J. Albertrandiemu); przekł. francuski t. 1-2: Le Médaillier de Pologne ou Collection... traduit du polonais par MM, t. 1-2, Berlin 1845
- "O marynarce polskiej", Przegląd Naukowy 1843; wyd. osobne: Warszawa 1843
- Dzieje Polski za Władysława Jagiełły i Władysława III, t. 1-3, Warszawa 1846-1848, (t. 3: Dzieje Polski za panowania Jagiellonów)
- Dzieje wojskowości polskiej (niewydane)
- "Pamiętnik", wyd. S. Gołębiowski: Pamiętnik o życiu Łukasza Gołębiowskiego wydany przez jego syna, Warszawa 1852
- "O ceramice krajowej", Biblioteka Warszawska 1877, t. 3 i odb.

Wiele swych prac ogłaszał w czasopismach: Przyjaciel Ludu (1843), Rocznik Warszawskiego Towarzystwa Przyjaciół Nauk (1825, t. 17-18), Rozrywki dla Dzieci (1824), Zbieracz Literatury i Polityki (tu: "O historykach polskich w ogóle", 1838, t. 3).

### Przekłady
- J. J. Barthélemy: Karita i Polidor, Warszawa 1804
- J. J. Barthélemy: Podróże młodego Anacharsysa do Grecji, t. 1-7, Wilno 1819-1826
- A. Ferguson: Dzieje schyłku i upadku Rzeczypospolitej Rzymskiej, niewydane; informacja: Estreicher II (1874) 57.
- E. Gibbon: Dzieje Cesarstwa Rzymskiego, niewydane; informacja: Estreicher II (1874) 57.
- O wychowaniu, przekł. z francuskiego, rękopis: Biblioteka Narodowa (Archiwum Wilanowskie, sygn. 148)
- Krótki zbiór dziejów Grecji. Z francuskiego przełożony przez..., niewydany, autograf: Ossolineum, sygn. 5364/III.

### Listy
- Korespondencja z J. Zawadzkim z roku 1819 i 1824, wyd. T. Turkowski w: Materiały do dziejów literatury i oświaty na Litwie i Rusi, t. 2, Wilno 1937, s. 65-69, 244.
- Do F. Siarczyńskiego z roku 1821, rękopis: Ossolineum, sygn. 507/2 II.
- List z Puław z 25 marca 1823, autograf: Ossolineum, sygn. 921/3 II.
- Do M. Wiszniewskiego 3 listy z lat 1841-1843, Kronika Rodzinna 1886
- Do W. Oleszczyńskiego, wyd. A. Kraushar: Towarzystwo Warszawskie Przyjaciół Nauk, t. 7, Warszawa 1905
- Do L. Kropińskiego z 18 kwietnia 1842, wyd. J. Cybertowicz, Zeszyty Naukowe Uniwersytetu Poznańskiego, nr 45, Biblioteka 1963, zeszyt 3
- Listy w korespondencji F. Skarbka z lat 1828-1874, rękopis: Ossolineum, sygn. 5539/III.
- Od F. Zabłockiego, Pamiętnik Literacki, rocznik 25 (1928), s. 610.
- Od A. Felińskiego 4 list z lat: 1809, 1811, 1819 i bez daty; rękopis: Ossolineum, sygn. 2097/I k. 65v.-67; list z roku 1809 wyd. T. Wierzbowski w: Materiały do dziejów piśmiennictwa polskiego, t. 2, Warszawa 1904
- Od A. Czarnockiego 15 listów z lat 1815-1822, rękopis: Archiwum Główne Akt Dawnych (Archiwum TPN, sygn. 86)
- Od A. Czarnockiego 10 listów z lat 1818-1820, Pamiętnik Umiejętności Moralnych i Literatury 1830, t. 4, s. 211-231; przedr. w: A. Czarnocki O Słowiańszczyźnie przed chrześcijaństwem, Kraków 1835
- Od A. Czarnockiego z 4 października 1823, rękopis: Gosudarstwiennyj Arch. w Moskwie (rozriad XII, d. 277, k. 60-61), fotokopia w Bibliotece Jagiellońskiej
- Od K. Brodzińskiego z 7 lipca 1828, rękopis: Ossolineum, sygn. 6424/II.
- Od K. Brodzińskiego 4 listy z roku 1833 i 1835; od L. Kropińskiego z roku 1842; od K. Tanskiej-Hoffmanowej, wyd. S. Gołębiowski: Pamiętnik o życiu Ł. Gołębiowskiego, Warszawa 1852.

Rękopisy znajdują się w Archiwum Państwowym miasta Warszawy (Zbiory Korotyńskich, XI 99).